# Troublesome Secretaries
Troublesome Secretaries és una pel·lícula muda estrenada el 21 d'abril de 1911 protagonitzada per John Bunny, Mabel Normand i Alec B. Francis i dirigida per Ralph Ince que també actuava com a enamorat de Normand.

## Argument
Mr. Harding és un home de negocis que té una filla, Betty, jove i atractiva. Té també un secretari privat, Ralph, força atractiu que com que només té ulls per a la filla i perquè no fa la feina com cal posa nerviós el pare i acaba despatxat. Per evitar que torni a passar el mateix, contracta una secretària que resulta que va anar a l'escola juntament amb la seva filla. En aquest cas, l'home es desespera, ja que la noia usa un perfum molt fort que envaeix tota l'habitació i a més el vol conquerir a ell. Per això també acaba despatxada. No sabent que fer, demana consell per carta a un amic dient-li que ja ha contractat molts secretaris però que sempre solen enamorar-se de la seva filla i que quan va contractar una noia, aquesta es va enamorar d'ell. L'amic li recomana que ofereixi feina a un secretari ja gran, al voltant dels seixanta anys. Betty, que ha mantingut el contacte amb Ralph, el convenç per tal que es presenti a l'entrevista disfressat d'home vell. Una colla de candidats arriben per a ser entrevistats però Harding no en troba cap d'adequat. Al final queden dos: Ralph disfressat amb barba i perruca postisses, i Alec B. Francis. Aquest últim fa un petó a la mà de Betty i Harding es decideix immediatament per l'altre. Al final el pare descobreix el complot però compren que no traurà res d'evitar l'amor dels dos joves.

## Repartiment
- John Bunny (Mr. Harding)
- Mabel Normand (Betty, filla de Mr. Harding)
- Ralph Ince (Ralph, secretari de Mr. Harding)
- Alec B. Francis (candidat a la feina de secretari)
- James Morrisson